# Папіконда (національний парк)
Національний парк Папіконда — національний парк в Індії, розташований поблизу Раджамагендравараму на пагорбах Папі в районах Аллурі Сітхарама Раджу та Елуру штату Андгра-Прадеш і займає площу 1 012,86 км2 (391,07 миля2). Це важлива територія птахів і біорізноманіття, а також домівка для деяких видів флори та фауни, що перебувають під загрозою зникнення. Жодна частина Папіконди не залишилася за межами районів Східний і Західний Ґодаварі після 2014 року та будівництва дамби Полаварам.

## Історія
Заповідник дикої природи Папіконда був заснований у 1978 році. У 2008 році він був оновлений до національного парку.

## Географія
Межі національного парку пролягають між 18° 49' 20" пн. ш. до 19° 18' 14" пн. ш., 79° 54' 13" сх. д. до 83° 23' 35" сх. Його висота коливається від 20 до 850 м (66 до 2 789 фут), і тут випадає 1168 опадів на рік мм. Через парк протікає річка Годаварі.

## Флора
Рослинність національного парку Папіконда містить види вологих листяних і сухих листяних лісів. Деревні види становлять Pterocarpus marsupium, Terminalia elliptica, Terminalia arjuna, Adina cordifolia, Sterculia urens, Mangifera indica, Anogeissus latifolia.

## Тваринний світ

### Ссавці
Серед ссавців, помічених або зафіксованих фотопастками, є бенгальський тигр, індійський леопард, плямисто-рудий кіт, кіт очеретяний, бенгальський кіт, ведмідь-губач, мала індійська циветта, мусанг азійський, дикий кабан і медоїд. Травоїдні тварини: аксис, замбар індійський, мунтжак індійський, індійський плямистий шевротейн, гаур, нільгау та антилопа чотирирога.
У національному парку є популяція як макаки резус, яка зазвичай трапляється на північ від Ґодаварі, так і макаки Бонне, яка зазвичай трапляється на південь від Годаварі. Сірі лангури також трапляється в національному парку. Наявність водяних буйволів у цьому районі було зареєстровано за часів Британської імперії.

### Птахи
BirdLife International у 2016 році визнала національний парк територією, важливою для збереження птахів і біорізноманіття. Повідомлені види птахів, які перебувають під загрозою зникнення, уразливі і близькі до загрози зникнення: крячок чорночеревий, блідошапочний голуб, бюльбюль жовтогорлий, змієшийка чорночерева, лунь степовий, лежень великий, індійський крячок, малабарський строкатий носоріг, папуга індійський.
Деякі з помічених видів птахів у вологих тропічних лісах: чагарникова мунія, індійський ятаган, нічниця Джердона, малабарський трогон, малабарський свистючий дрізд. На периферії національного парку був помічений підвид тордини бурої, ідентифікований і названий на честь орнітолога KSR Крішни Раджу.

### Рептилії
Індійський золотистий гекон, ендемік Східних Гат, був зареєстрований у цьому національному парку. Королівські кобри були помічені в заповідній зоні та навколо неї.

## Загрози
Після завершення іригаційного проєкту Полаварам частина національного парку буде затоплена.
Браконьєрство, лісові пожежі та вирубка лісу для вирощування поду були серед загроз.